# Fluvidona dorrigoensis
Fluvidona dorrigoensis е вид коремоного от семейство Hydrobiidae.

## Разпространение
Видът е разпространен в Австралия (Нов Южен Уелс).